# Sabuguido
Sabuguido (llamada oficialmente Santa María de Sabuguido) es una parroquia y un lugar del municipio español de Villarino de Conso, en la provincia de Orense, Galicia.

## Organización territorial
La parroquia está formada por cuatro entidades de población:
- Entrecinsa
- Sabuguido
- Sotogrande (Soutogrande)
- Soutelo

## Demografía

### Parroquia
| Gráfica de evolución demográfica de Sabuguido (parroquia) entre 2000 y 2023 |
|                                                                             |
| Datos según el nomenclátor publicado por el INE.                            |

### Lugar
| Gráfica de evolución demográfica de Sabuguido (lugar) entre 2000 y 2023 |
|                                                                         |
| Datos según el nomenclátor publicado por el INE.                        |